# 桜井智野風
桜井 智野風（さくらい とものぶ、1966年2月4日-）は、日本のスポーツ科学研究者、トレーニング科学者。教育学者、教育学修士、博士（運動生理学）、桐蔭横浜大学大学院教授。
横浜国立大学大学院教育学研究科修了。一般財団法人ミライ健康財団 理事長。日本陸上競技連盟 指導者養成委員会副委員長／公認コーチ エデュケーター。日本スポーツ協会 公認コーチ ディベロッパー。

## 人物・来歴
大学の陸上競技部で「十種競技」と出会う。複合・混成競技の面白さ・難しさに取りつかれ、競技力向上のためのスポーツ科学という分野に興味を持つ。そのまま大学院に進みスポーツ科学研究の道へ進む。
東京都立大学、東京農業大学を経て、桐蔭横浜大学スポーツ健康政策学部 スポーツテクノロジー学科 教授、桐蔭横浜大学大学院スポーツ科学研究科 スポーツ科学専攻 元研究科長 教授。主な研究内容は、骨格筋損傷とその治癒に関する研究、遅発性筋痛のメカニズムに関する研究。大学で教鞭をとる傍ら、財団法人日本陸上競技連盟 強化委員会 委員や日本オリンピック委員会強化スタッフコーチ等を歴任。
2000年以降は、水素と筋活動エネルギーに関する研究や、高酸素が身体活動に及ぼす影響に関する研究を中心としている。その他の活動として、陸上競技者という専門分野を軸に、ランニングやかけっこが速くなることをライフワークとし「足が速くなり隊」を結成。「ウォーキング」に関しても知見が広く雑誌やマスコミで解説を行う。また、バランスのとれた十種競技に近い筋肉特性を持つフィギュアスケート選手のジャンプに関して独自の知見を持ち、テレビ番組など多くのメディアでジャンプのメカニズムに関する解説をおこなっている。

## 経歴・履歴
神奈川県川崎市生まれ。中学ではバスケットボールに没頭するものの花は咲かず、助っ人として参加した駅伝大会で自分の走る力に気づく。神奈川県立生田高等学校では迷わず陸上部に入部し、走高跳の魅力に取りつかれ必死に練習をこなす。運よくインターハイ出場も達成し、横浜国立大学でも陸上競技部に入部。
1991年、横浜国立大学大学院教育学研究科修了し、東京都立大学理学部 助手として勤務。1999年には米国ウィスコンシン州立大学マディソン校の客員研究員として留学した。2006年、東京農業大学生物産業学部の准教授に就任。 北海道網走市のご当地体操「あばしり健康カニチョッ筋体操」開発した。2014年、 桐蔭横浜大学スポーツ健康政策学部・大学院スポーツ科学研究科 教授に就任した。2022年、中央アジアのカザフスタン共和国のアル・ファラビ・カザフ国立大学の客員教授に就任した。
アスリートの競技パフォーマンス向上から高齢者の健康増進に至るまで、身体活動を科学的にサポートする研究を行う。その研究内容は多岐にわたるが、アメリカ留学中から着手した筋肉痛や肉離れを科学的に解明し怪我の早期治療に役立つための研究で、博士号を取得している。学位論文「筋活動による骨格筋損傷とその治癒過程における一酸化窒素の関与（博士論文）」。
公益財団法人日本陸上競技連盟指導者養成委員会指導者養成ディレクターとして次代を担う指導者育成のためのプログラム作りに関与。スポーツの強化策は「ジュニア世代と接する理解ある指導者や親を育てることが一番重要である」という考えのもと、全国のジュニア世代のタレント発掘も行っている。パラ・スポーツの普及・強化にも携わっており、車いす陸上競技のコーチとして2020東京パラリンピックにもコーチとして参加した。小学校教諭専修免許、中学校・高等学校教諭専修免許（保健体育）を取得。一般向け著書としては、「不調の原因を解消する本」エイ出版社 、「ランニングのかがく」秀和システム、 「ランニングのかがく」エイ出版社などがある。

### 年表
- 1966年 - 神奈川県川崎市で誕生
- 1984年 - 神奈川県立生田高等学校を経て、横浜国立大学に入学
- 1991年 - 東京都立大学理学部 助手
- 1997年 - 東京都立大学大学院 理学研究科 生物学専攻 身体生理情報講座 助手、青山学院大学 講師（スポーツ・サイエンス、スポーツ生理学、スポーツ実習担当）
- 1999年 - 米国・ウィスコンシン州立大学マディソン校 キネシオロジー学部 客員研究員
- 2005年 - 日本陸上競技学会理事、首都大学東京 オープンユニバーシティ身体健康栄養コース 助手
- 2006年 - 東京農業大学生物産業学部（網走市）准教授
- 2007年 - 北海道網走市のご当地体操「あばしり健康カニチョッ筋体操」開発[4]
- 2011年 - 財団法人日本陸上競技連盟普及育成委員会 副委員長
- 2014年 - 桐蔭横浜大学スポーツ健康政策学部・大学院スポーツ科学研究科 教授[5]、日本体力医学会評議委員
- 2015年 - 日本生理学会評議員
- 2018年 - 日本スポーツ健康科学会 理事
- 2020年 - 一般財団法人 ミライ健康財団を設立し理事長就任
- 2022年 - カザフスタン共和国アル・ファラビ・カザフ国立大学 客員教授

## メディア出演

### テレビ出演

#### 2013年
- TBS『朝ズバッ!』出演（「あばしり健康カニチョッ筋体操」について解説）

#### 2016年
- 日本テレビ『Going!Sports&News』（「あばしり健康カニチョッ筋体操」について解説）
- テレビ朝日『林修の今でしょ!講座』カラダWEEK特別企画（ジョギングの走り方について解説）出演

#### 2017年
- 日本テレビ『ZIP!』（気になる消費カロリー「あれって何kcal？」を実験・解説）
- 日本テレビ『第96回関東学生陸上競技対抗選手権大会』出演（解説）

#### 2018年
- テレビ朝日『サンデーLIVE!!』出演 フィギュアスケート紀平梨花選手の（4回転ジャンプについて解説）
- 日本テレビ『第97回関東学生陸上競技対抗選手権大会』出演（解説）

#### 2019年
- NHK『グッと!スポーツ』（4回転ジャンプについて解説）
- テレビ朝日『ポルポ［司会:夏目三久］』出演(「なんで人間は塩を食べるの？」という疑問を解説)及び(「階段ってなんで疲れるの？」という疑問を解説)

#### 2021年
- 日テレＮＥＷＳ２４   第１００回 関東インカレ陸上 ５月２３日(日)  生中継 解説[6]
- フジテレビ『S-PARK』[7]
- テレビ朝日『林修の今でしょ！講座』医者が感心した！本当に使える“健康動画”ベスト８ 』[8]5月25日 共演：酒井慎太郎、日比野佐和子、中村格子
- テレビ朝日『林修の今でしょ！講座』2時間スペシャル:  間違っていると効果なし！？ウォーキングやっていいことダメなことSP [9] 2021年4月6日（火）共演：工藤孝文、伊藤明子

#### 2022年
- 日テレＮＥＷＳ２４   第１０１回 関東インカレ陸上 ５月２２日(日)  生中継 解説[10]

2023年
- 日テレNEWS24 第102回 関東インカレ陸上 生中継 解説
- BS朝日『よき人生のヒント』「あばしり健康カニチョッ筋体操」製作者として出演・解説

2024年
- 日テレNEWS24 第103回 関東インカレ陸上 生中継 解説
- テレビ朝日『林修の今知りたいでしょ！』2時間スペシャル: 『昭和の当たり前、今となってはもう古い！？9人の医師・専門家が教える！令和の新常識BEST20』2024年10月10日（木）共演：潮紗理菜、筒井真理子

### 新聞・雑誌・Web

#### 2018年
- マガジンハウス『Tarzan』記事「運動神経のいい、悪いは、大人でも解決できる！？」監修
- 読売新聞 2月7日（フィギュアスケート）[11]
- フィギュアスケート選手が空中で回転できるワケ ジャンプ、スピン、ステップで使われるエネルギー　[12]

#### 2019年
- 朝日新聞 be on Saturday[13]（4回転ジャンプについて解説）
- デイリースポーツ[14]（4回転ジャンプについて解説）

#### 2020年
- ライトハウスメディア「OCEANS」で連載「子供のスポーツ新常識」[15]開始
- 雑誌『Newton』に記事（読めば走りたくなるランニングの教科書）掲載
- アサヒ飲料『カラダカルピス』ホームページ「カロリーの現実」監修[16]

#### 2021年
- 朝日新聞ReライフFESTIVAL＠home「正しい歩き方で健康ウォーキングを楽しむ」（司会 馬場典子フリーアナウンサー・大阪芸術大学放送学科教授）[17][18]
- 神奈川新聞、大分合同新聞（8月14日朝刊）車いす陸上選手の脅威的な体力
- 毎日新聞 8月25日 車いす陸上男子・5000メートル久保選手 二人三脚で肉体改造 本番ピーク、桜井教授指導 [19]
- 産経新聞 10/20[20]（フィギュアスケート）
- 毎日新聞 11月6日 [21] 11月11日[22] 12月27日[23] （フィギュアスケート）
- 元サッカー日本代表 福西崇史 × 桐蔭横浜大学 櫻井教授の「高濃度酸素の効果」に関する対談動画を公開（プレスリリースPRTIMES）産経新聞[24]

#### 2022年
- 読売新聞 2月6日（フィギュアスケート）[25]
- 東京新聞 2月10日（フィギュアスケート）[26]
- スポーツ報知 2月10日（フィギュアスケート）[27]
- 朝日新聞デジタル 2月1日[28]　2月18日[29]（フィギュアスケート）
- 「”幸せホルモン”のセロトニンが子どもたちのストレスへの順応を促す」コーチング・クリニック 9月号  （ベースボール・マガジン社）
- マガジンハウス Tarzan No. 838  2秒ストレッチ/金村美玖&河田陽菜(日向坂46)[30]

## 研究活動
```
分野：生命科学 / スポーツ科学 / 運動生理学 / 身体教育学
```

- 骨格筋損傷とその治癒に関する研究
- 遅発性筋痛のメカニズムに関する研究
- 高酸素が身体活動に及ぼす影響に関する研究
- 水素と筋活動エネルギーに関する研究

### 留学
アメリカ・ウィスコンシン州立大学マディソン校キネシオロジー学部 客員研究員

## 著書
- 2011年6月: 「ランニングのかがく」（秀和システム ISBN 978-4798030074）
- 2014年4月: 「不調の原因を解消する本」（エイ出版社 ISBN 978-4777930906）
- 2015年３月: 「不調を治す50の習慣」（エイ出版社 ISBN 978-4777935482）
- 2015年12月: 「走りのサイエンス」（エイ出版社 ISBN 978-4777938438）
- 2019年7月: 「不調の原因を解消する本 改訂版」（エイ出版社 ISBN 978-4777956548）

### 共著
- 2011年9月: 「パソコンで学ぶ元気で生きる健康科学―栄養・運動・ストレッチ」（三共出版 ISBN 978-4782706589）
- 2014年9月: 「リカバリーの科学 ─スポーツパフォーマンス向上のための最新情報」（ナップ ISBN 978-4905168324）
- 2015年8月: 「エンデュランストレーニングの科学 −持久力向上のための理論と実践」（ナップ ISBN 978-4905168379）
- 2016年10月: 「ハイパフォーマンスの科学−トップアスリートをめざすトレーニングガイド」（ナップ ISBN 978-4905168454）
- 2018年10月: 「実践で学ぶ! 学生の社会貢献」（成文堂 ISBN 978-4792380809）
- 2020年2月: 「陸上競技のコーチング学」（大修館書店 ISBN 978-4469268805）
- 2022年７月: 「陸上競技コーチングブック」（大修館書店 ISBN 978-4469269338）
- 2022年11月: 「人間の許容・適応限界事典」（朝倉書店 ISBN 978-4254102963）

| 年代   | 内容                                                                                          | 媒体名                                                |
| ------ | --------------------------------------------------------------------------------------------- | ----------------------------------------------------- |
| 1989年 | 十種競技選手の競技会における栄養摂取に関する調査研究                                          | 日本体育学会大会号                                    |
| 1990年 | 心拍数からみた十種競技中の運動強度                                                            | 日本体育学会大会号                                    |
| 1990年 | 運動による白血球動態の意義 : 神経,感覚,体液,内分泌                                            | 体力科學                                              |
| 1991年 | 血液・尿成分に及ぼす姿勢変化の影響                                                            | 体力科學                                              |
| 1993年 | 高齢者の体力におけるトレーニング差と性差                                                      | 体力科學                                              |
| 1993年 | 血液・尿生化学成分からみたランニング, ペダリングおよびスイミング最大運動の比較                | 体力科學                                              |
| 1994年 | 高カルシウム・高タンパク食摂取による尿中排泄成分の変化                                        | 体力科學                                              |
| 1995年 | タンパク質多量摂取が尿中カルシウム排泄に及ぼす影響                                            | 東京都立大学体育学研究                                |
| 1995年 | 速歩トレーニングの量的な差が中高齢者の身体機能および形態に及ぼす影響                          | 体力科學                                              |
| 1996年 | 大学体育実技で実施した減量トレーニングの効果                                                  | 東京都立大学体育学研究                                |
| 1997年 | 持久的運動トレーニングがラット膵ランゲルハンス島のインスリン分泌応答に及ぼす影響」            | 体力科學                                              |
| 1997年 | マイナスイオン暴露が運動後の疲労回復に及ぼす影響                                              | 日本運動生理学雑誌                                    |
| 1998年 | 皮下脂肪量の局所的変化:長距離選手と一般成人の比較                                             | 体力科學                                              |
| 1998年 | 活性酸素と血管新生                                                                            | 体力科學                                              |
| 2002年 | デカスロンにおけるコントロールテストの課題--耐乳酸性テストに関して                            | フューチャーアスレティックス                          |
| 2005年 | ラット脂肪細胞のアポトーシスシグナルおよび生存シグナルの遺伝子発現に及ぼす運動の影響          | 体力科學                                              |
| 2008年 | 損傷骨格筋における発痛関連物質動態                                                            | 体力科學                                              |
| 2010年 | 子どもの歩行環境を考える【全国子ども歩数調査】                                                | ウォーキング研究                                      |
| 2011年 | 子どもの日常的歩数の同定                                                                      | 発育発達研究                                          |
| 2013年 | エミューオイル投与がラットの脂質代謝に及ぼす影響                                              | 日本健康医学会雑誌                                    |
| 2014年 | 選手のタレント発掘およびトランスファーへの試み                                                | 陸上競技研究紀要                                      |
| 2014年 | 高地トレーニングの科学と実践                                                                  | 体力科学                                              |
| 2015年 | 中学陸上競技者におけるコントロールテスト結果と競技成績の関係                                  | 陸上競技研究紀要                                      |
| 2017年 | イギリス・メダリスト育成プロジェクト : 世界一流タレント育成に関する今日の科学的知見を検証する | 陸上競技研究紀要                                      |
| 2017年 | 持久力とは何を指し、どのように高めるのか?                                                     | コーチング・クリニック                                |
| 2018年 | 常圧低酸素環境下での高強度インターバルトレーニングが血糖値に及ぼす影響                        | 桐蔭スポーツ科学                                      |
| 2019年 | スポーツ・タレントを発掘する力・育成する力                                                    | 体育の科学 / 日本体育学会                             |
| 2020年 | エストロゲンは骨格筋損傷の修復に良い影響を及ぼす                                              | 桐蔭スポーツ科学                                      |
| 2021年 | わが国におけるプロダンサーのボールルームダンス時の心拍数について                              | 桐蔭スポーツ科学                                      |
| 2022年 | 水素は運動時エネルギー代謝に影響を及ぼすのか？                                                | 桐蔭スポーツ科学                                      |
| 2023年 | プロボールルームダンス選手のコンペ・シミュレーション時の心拍数                                | 桐蔭スポーツ科学                                      |
| 2023年 | ”幸せホルモン”のセロトニンが子どもたちのストレスへの順応を促す                                | コーチング・クリニック 9月号 ベースボール・マガジン社 |
| 2024年 | Evidence of weight loss in junior female judo athletes affects their development.             | Front Sports Act Living                               |

#### YOLO style（監修）[31]
- 1時間にコップ一杯！早めの水分補給で夏トレを乗り切る
- フォアフット着地って知ってる？効率のよい走り方でスピードアップ＆トラブルフリーランを実現！
- ツラい腰痛がラクになる！押さえておくべき二つのポイントとは？
- 肌荒れ、乾燥肌…その肌トラブルの原因は、間違いだらけの洗顔にあり！
- 寝ちゃいけないのに…昼食後の困った眠気、その原因は水分の摂りすぎにあった？！
- 朝と夜のランニング、どちらが効果的？

#### OCEANSオーシャンズ web（子供のスポーツ新常識）
- 高校からでもトップアスリートに!? 幼少期から本格的にスポーツをさせることの弊害
- 子供の頃は“持久走”より“かけっこ”を頑張るほうが大切な理由
- 厚底は“悪”か？ 子供にとってベストなスポーツシューズの条件
- ジュニア期（6〜14歳）の筋トレって大丈夫？ 子供の年代別筋トレのコツを解説
- 大人になったら直せない。「キレイな字」と「キレイなフォーム」の共通点
- 子供を持つ親として知っておくべき、スポーツにおける「男女の違い」
- 子供にサプリやプロテインは必要？「食事だけでは不十分」という大人の勘違い
- 練習や試合での「頑張れ」という応援が子供のパフォーマンスに与える影響
- スポーツドリンクは万能ではない。子供のスポーツに適した水分補給の正解とは？
- 最近のジュニアアスリートが精神的に大人びている理由と懸念

## 「桜井智野風」の発言
- 足が速くなるには、ピッチかスライドしかありません。ピッチは足をぐるぐる回す速さで、ストライドは走る時の一歩の大きさになります。ピッチを速くする練習は、椅子に浅く座り、10秒間で何回ステップできるかを数えます。腹筋は足を90度にして、10秒間で何回腹筋ができるかを数えます。これらの数が増えるようにトレーニングすれば、ピッチは速くなります。ストライドを長くするには、大股走をして、10mで何歩でいけるかをはかります。練習は自分の身長の長さが飛べるように目指してください。目標とする数字は椅子ステップは10秒で80回。上体お越しは10秒で8回、10メートルの大股走りは8歩を目指してください。[32]
- ウオーキングの目的がダイエットの場合、事前に糖質を摂取することが大事です。体に蓄積された脂肪は糖質が無いとエネルギーとしてうまく利用されず、糖質をむやみにカットすると脂質代謝が低下してダイエット効果が低減します。例えるなら、脂肪が「まき」であり、糖質は着火させる「種火」です。種火が無ければまきは燃えません。糖質を含む食事から1時間以上空けてのウオーキングが脂質代謝には効果的です。[33]
- 今、巷にはスポーツ科学に関する様々な情報が溢れています。私たちには、この情報 に流される事無く、カラダは運動・スポーツによってどう変わるのかという真実を見極 めることが必要と考えます。私たちのカラダの中でもっとも発達した器官と言っても過言ではない「骨格筋」についてわからないことはまだまだたくさん存在します。その中でも活動後に遅れてやってくる「筋肉痛」は未だ明らかになっていない現象です。この 解明が私のライフワークでもあり、筋肉痛をより分かりやすく説明することが出来るように研究を続けています。[34]